# 多明尼加夜總會屋頂坍塌事故
2025年4月8日，多明尼加共和國首都聖多明各的喷射机剧场（Jet Set Livehouse）在現場音樂表演期間發生屋頂坍塌事故。事件造成226人死亡、189人受傷，其中逾150名傷者需送院治理。
遇難者包括蒙特克里斯蒂省省長奈尔西·克鲁斯、前美國職棒大聯盟球員奧克塔維奧·多泰爾與托尼·布蘭科，以及事故發生時正在表演的梅倫格音樂家魯比·佩雷斯。
多明尼加社會政策內閣協調員托尼·佩尼亞·瓜巴稱此次事件為該國史上「最嚴重的非氣候災難」。

## 背景
喷射机夜總會（Jet Set）位於聖多明哥，當晚正舉行魯比·佩雷斯的演唱会。該夜總會於1973年開業，曾於2010年及2015年翻新，2023年因雷擊曾引發火警。夜總會週一晚上正在举办演唱会，由于歌手的知名度，故引政界與體育界名人出席。儘管營運多年，據報近年才出現結構問題；原建築為電影院，安全標準與今日不同。

## 倒塌事件
事故發生於2025年4月8日（星期二）大西洋標準時間00:44。當時場內估計有500至1,000人。現場影片中，有觀眾指向天花板說「有東西掉下來」，佩雷斯亦望向屋頂。不久後，一聲巨響後畫面中斷，錄到一名女子驚呼：「爸爸，你怎麼了？」
目擊者形容屋頂在毫無預警下倒塌，當時演出已進行約一小時。坍塌原因仍在調查，搜救工作完成後將展開全面檢驗。一名樂手表示，場內擠滿人，他最初以為是地震。多明尼加第一夫人拉凱爾·阿巴爾赫（Raquel Arbaje）表示，蒙特克里斯蒂省省長奈尔西·克鲁斯於倒塌後曾於凌晨12:49致電總統路易斯·阿比納德爾求救。

## 應急救援
當局出動約400名人員參與搜救行動。佩雷斯被困期間曾唱歌協助定位，其女祖琳卡·佩雷斯（Zulinka Pérez）透露父親一度被救出且情況穩定，惟最終不治。
下午3時後未再發現生還者。22個部門參與救援，動用3架起重機及多隻搜救犬。不少市民在場外唱聖詩與祈禱互相安慰。國家法醫研究所外設有螢幕播放遇難者影像供家屬識別。晚上8時起，應家屬請求暫停資訊更新至翌日。部分傷者曾自行致電或呼叫協助。
緊急單位記錄138次救護車出動，實際傷者超過150人。緊急行動中心主任胡安·曼努埃爾·門德斯（Juan Manuel Méndez）解釋，有時一車需載多人。鄰近醫院共接收155人。
總統阿比納德爾8日早上視察災場，承諾動用所有資源持續搜救。以色列、波多黎各及墨西哥救援隊於9日抵境支援。
聖多明哥市長卡羅麗娜·梅希亞（Carolina Mejía）啟動市災難應變機制，並慰問遇難者家屬。市政府與國家單位密切合作。Jet Set夜總會營運方表示將配合政府調查並協助家屬處理後續事宜。

## 死傷情況
以下為在夜總會屋頂倒塌事故中被媒體報導的部分死者名單。
| 圖片 | 姓名                                                                     | 國籍 | 身分                                                              | 備註                                                                                      | Ref(s).                                                  |
| ---- | ------------------------------------------------------------------------ | ---- | ----------------------------------------------------------------- | ----------------------------------------------------------------------------------------- | -------------------------------------------------------- |
|      | 奈尔西·克鲁斯                                                            |      | 蒙特克里斯蒂省省長、現代革命黨黨員                                | 為前大聯盟球員尼爾森·克魯斯之姊，死因為玻璃碎片造成的傷勢                                 | [ 5 ] [ 19 ]                                             |
|      | 奧塔維奧·多特爾（Octavio Dotel）                                         |      | 大聯盟投手，2011年世界大賽冠軍                                    | 獲救後於醫院不治，紐約大都會在花旗球場為他舉行追悼會                                      | [ 5 ]                                                    |
|      | 魯比·佩雷斯（Rubby Pérez）                                               |      | 梅倫格音樂歌手                                                    | 事故發生時的主唱歌手                                                                      | [ 2 ]                                                    |
|      | 東尼·布蘭科（Tony Blanco）                                               |      | 前大聯盟與日本職棒球員                                            | 為救好友艾斯特班·赫爾曼（Esteban Germán）而犧牲                                           | [ 5 ]                                                    |
| —    | 亞歷珊卓拉·古儒龍（Alexandra Grullón）                                   |      | Qik Banco Digital 項目經理                                        | 亞歷山卓·古儒龍（Alejandro Grullón）之女、馬努埃爾·古儒龍（Manuel Alejandro Grullón）之妹 | [ 21 ]                                                   |
| —    | 愛德華多·古儒龍（Eduardo Grullón）                                       |      | AFP Popular 主席                                                  | 亞歷山卓·古儒龍之子、馬努埃爾·古儒龍之兄                                                  | [ 21 ]                                                   |
| —    | 愛德華多·瓜里奧尼克斯·艾斯特雷拉（Eduardo Guarionex Estrella）           |      | 國家住房機構副主任                                                | 愛德華多·艾斯特雷拉（Eduardo Estrella）之子，後者為參議院前議長及公共工程部長             | [ 21 ]                                                   |
| —    | 克里斯蒂安·亞歷山卓·特赫達·皮查多（Christian Alejandro Tejeda Pichardo） |      | 聖多明哥市政府都市基建總監                                        |                                                                                           | [ 22 ]                                                   |
| —    | 弗雷·路易斯·羅薩里奧（Fray Luis Rosario）                                | 美国 | 麻省洛倫斯 Terra Luna 咖啡廳與羅德島 Terre Negra Cantina 餐廳東主 | 與妻子佛羅琳達·羅哈斯（Florinda Rojas）一同赴會，後者失蹤                                 | [ 23 ] [ 24 ]                                            |
| —    | 露西拉·拉蒙（Lucila Ramón）                                              |      | 聯合國世界糧食計劃署官員                                          | 為埃利亞斯皮尼亞省一位前省長之妹，其女亦在事件中身亡                                      | [ 25 ]                                                   |
| —    | 路易斯·吉倫（Luis Guillén）                                              |      | 多明尼加國家足球代表隊成員                                        |                                                                                           | [ 26 ]                                                   |
| —    | 馬丁·波朗科（Martín Polanco）                                            |      | 時裝設計師，專長設計瓜亞貝拉襯衫                                  |                                                                                           | Gomez, Shirley. . ¡Hola!. 2025-04-09 [2025-04-09].</ref> |

這次倒塌事件共造成218人死亡。 死者包括前大聯盟投手奧塔維奧·多特爾（Octavio Dotel）、棒球員東尼·布蘭科（Tony Blanco，為救艾斯特班·赫爾曼而喪生）與歌手魯比·佩雷斯（Rubby Pérez），以及多位名人如足球員路易斯·吉倫、設計師馬丁·波朗科與市府官員克里斯蒂安·特赫達。 據佩雷斯經理人表示，其樂隊的薩克斯風手亦罹難。
本地財團大眾集團 亦確認多名家族成員罹難，包括大眾退休基金管理（AFP Popular）主席愛德華多·古儒龍與其妻、妹妹及妹夫。
總統阿比納德亦證實省長納爾斯·克魯斯為遇難者之一。
事發時場內有逾25名委內瑞拉公民，包括主播伊莉安塔·金特羅；至少6人送院、5人死亡、12人失蹤。 此外，來自意大利卡塔尼亞的男子與一位擁有多明尼加–意大利雙重國籍的女子亦罹難。
另外，哥倫比亞外長勞拉·薩拉比亞（Laura Sarabia）證實一名哥倫比亞女性受傷送院。
傷者總數達160人， 包括多名多明尼加共和國眾議院議員如布雷·巴加斯（Bray Vargas）與卡洛斯·吉爾·羅德里格斯（Carlos J. Gil Rodríguez）及其妻。 羅德里格斯的兩名助理仍失聯。 前大聯盟球員艾斯特班·赫爾曼生還， 而佩卓·馬丁尼茲則表示其親人多名失蹤。

## 後續
總統阿比納德爾宣布4月8日至10日為全國哀悼日，所有公共建築及軍事設施的國旗下半旗致哀。 多明尼加參議院取消原定4月9日的會議及所有委員會活動，並就事件發表哀悼聲明。
多明尼加媒體《自由日報》（Diario Libre）報導指事發後聖多明哥市面「異常」冷清，行人稀少且「異常安靜」。

## 反應
事故發生後數小時，省長納爾斯·克魯斯（Nelsy Cruz）的家屬透過其兄尼爾森·克魯斯（Nelson Cruz）宣布，悼念儀式將於蒙特克里斯蒂省政府大樓舉行，葬禮安排在4月8日晚上。美國職棒大聯盟主席羅伯特·曼弗雷德（Robert Manfred）發表聲明，對克魯斯、省長及前球員奧塔維奧·多特爾（Octavio Dotel）、東尼·布蘭科（Tony Blanco）之死表示哀悼。紐約大都會球員胡安·索托（Juan Soto）及前投手佩卓·馬丁尼茲（Pedro Martínez）亦向死者家屬致意。
多特爾曾效力聖路易紅雀、紐約洋基、休士頓太空人、多倫多藍鳥、底特律老虎、匹茲堡海盜、科羅拉多落磯和奧克蘭運動家，這些球隊均在社交平台發文悼念。他亦曾效力大都會、堪薩斯市皇家、亞特蘭大勇士、芝加哥白襪和洛杉磯道奇。大都會隊在對邁阿密馬林魚賽前為他舉行悼念儀式並默哀。
在歌手魯比·佩雷斯（Rubby Pérez）及最少28名死者的家鄉巴霍德阿伊納（Bajo de Haina），Jaineros Dorados 合唱團成員舉行燭光悼念活動。文化部長羅貝托·薩爾塞多（Roberto Salcedo Jr.）表示，克魯斯的逝世是「社區乃至全國無法彌補的損失」，並讚揚她是「盡責的公僕」與「堅定的領袖」。
眾多藝人亦透過社交媒體哀悼，包括饒舌歌手壞痞兔、洋基老爹、卡蒂·B、唐·歐馬，音樂人胡安·路易斯·古拉（Juan Luis Guerra）、亞歷杭德羅·桑斯（Alejandro Sanz）、威爾弗里多·華加斯（Wilfrido Vargas）、法蘭西斯卡·瓦倫蘇埃拉（Francisca Valenzuela），以及歌手里卡多·蒙塔內爾（Ricardo Montaner）、娜蒂·娜塔莎（Natti Natasha）、馬克·安東尼（Marc Anthony）、奧爾加·塔尼翁（Olga Tañón），演員柔伊·莎達娜（Zoe Saldaña）與克拉麗莎·莫利納（Clarissa Molina）等。
多位美國國會成員亦表示關注與哀悼，包括共和黨助手黨鞭瑪麗亞·艾維拉·薩拉查（María Elvira Salazar）、眾議員妮蒂亞·貝拉斯克斯（Nydia Velázquez）及阿德里亞諾·埃斯派拉特（Adriano Espaillat），以及紐約州參議員路易斯·塞普爾維達（Luis Sepúlveda）。委內瑞拉總統尼古拉斯·馬杜羅也表示對「姊妹國多明尼加及其人民」的最深慰問。
古巴外交部長布魯諾·羅德里格斯·帕里利亞（Bruno Rodríguez Parrilla）代表古巴政府向多明尼加人民致哀。俄羅斯總統普京也發表聲明，稱「與多明尼加人民同悲」，並致以「最誠摯的慰問」。
夜總會業主埃斯帕亞特家族（Espaillat López family）為當地最富有家族之一，亦透過聲明對事件表達哀悼與支持。